# Cryptogynolejeunea reflexistipula
Cryptogynolejeunea reflexistipula là một loài Rêu trong họ Lejeuneaceae. Loài này được (Lehm. & Lindenb.) R.M. Schust. mô tả khoa học đầu tiên năm 1994.